# Kevin Pittsnogle
Kevin Lee Pittsnogle jr. (Martinsburg, 30 luglio 1984) è un ex cestista statunitense, professionista nella D-League.

## Palmarès
- CBA All-Rookie First Team (2007)